# Multiverso autorreproductor
Multiverso de Nivel II, según la clasificación de Max Tegmark, basado en la teoría de los universos fecundos de Lee Smolin.
La teoría de los universos fecundos considera que el colapso de un agujero negro provoca la aparición de un nuevo universo del "otro lado" de la singularidad espaciotemporal, conocido como universo bebé. Tal universo podría tener leyes, constantes y parámetros propios, diferentes del universo conocido (por ejemplo otra velocidad de propagación máxima, diferente de c, otras constantes cosmológicas, etc). Los universos bebé pueden a su vez generar agujeros negros, que crean nuevos universos bebés en un proceso de autorreproducción continuo.